# William Whiteway (homme politique)
Pour les articles homonymes, voir William Whiteway et Whiteway.
William Vallance Whiteway (né le 1er avril 1828 Littlehempston (Angleterre) – mort le 24 juin 1908) est un homme politique canadien. Il a été élu Premier ministre de la colonie de Terre-Neuve à trois reprises.  

## Biographie
Whiteway émigre à Terre-Neuve en 1843. Il commence sa pratique du droit en 1852. En 1859, il est élu à la chambre d'assemblée sous la bannière du Parti conservateur de Terre-Neuve (en). Il y prône la Confédération canadienne. Whiteway intègre le Conseil de la Reine en 1865.
Il perd son siège en 1869, mais est réélu en 1874 et occupe le poste de solliciteur général dans le gouvernement de Frederick Carter (en).
Membre de l'Halifax Fisheries Commission (1877), Whiteway devient premier ministre en 1878 lorsqu'il succède à Carter à la tête du parti. L'un des projets majeurs prôné par le gouvernement de l'époque est celui du Newfoundland Railway (en), un chemin de fer devant couvrir l'ensemble de l'île dont la construction débute en 1881. 
En 1885, à la suite d'émeutes religieuses à Harbour Grace, plusieurs protestants, devant l'attitude conciliante du gouvernement envers les catholiques, abandonnent le parti de Whiteway. Les dissidents sont dirigés par James Spearman Winter (en), le solliciteur général de Whiteway ainsi que grand maître de l'Ordre d'Orange.
Les Orangistes se joignent à Robert Thorburn (en), un opposant au chemin de fer de Whiteway, et forment le Parti réformiste, qui gagne les élections de 1885.
Alors dans l'opposition, Whiteway fonde un nouveau parti, le Liberal Party of Newfoundland (en), qui remporte l'élection de 1889 et ramène Whiteway comme premier ministre.